# Леглер, Кейси
Кейси Леглер (англ. Casey Legler; род. 26 апреля 1977) — бывшая французская пловчиха, выступавшая на летних Олимпийских играх 1996 года. Также художница, работающая в Нью-Йорке; первая женщина-модель, подписавшая договор с мужским модельным агентством Ford.

## Биография
Леглер родилась в городе Фрежюс, Вар, на юге Франции. Училась в школе в штате Флорида, и начала заниматься спортивном плаванием в 13-летнем возрасте. Выступала на летних Олимпийских играх 1996 года в возрасте 19 лет, где она заняла 29-е место в заплыве на 50 метров вольным стилем среди женщин и 10-е место в женской эстафете 4х100 метров вольным стилем.
Через два года ушла из спорта, изучала архитектуру, получила стипендию для поступления на юридический факультет, и начала обучение в медицинской школе. Затем переехала в Нью-Йорк, чтобы сосредоточиться на музыкальной и творческой карьере. Подписала контракт с модельным агентством Ford после того, как её подруга, фотограф Касс Берд, принесла в агентство её фотографии.